# Salvatore Ferrigno
Salvatore Ferrigno (Carini, 28 febbraio 1960) è un politico italiano.

## Biografia
Nel 2003 è stato fra i fondatori dell'Associazione Azzurri nel Mondo of California, una non-profit per gli italiani all'estero che si ispira ai valori e agli obiettivi di Silvio Berlusconi.
Alle elezioni politiche del 2006 viene eletto deputato della XV legislatura della Repubblica Italiana nella circoscrizione Estero per Forza Italia. Termina il proprio mandato parlamentare nel 2008. Quindi l'allora presidente della Regione Siciliana Raffaele Lombardo lo nominò consulente per i rapporti tra la Regione e i siciliani all'estero.
Alle elezioni regionali in Sicilia del 2022 si candida con la lista Popolari e Autonomisti.

## Arresto
Il 23 settembre 2022 viene arrestato con l'accusa di scambio elettorale politico-mafioso. L’inchiesta, coordinata dalla DDA, Direzione Distrettuale Antimafia, nasce da un’indagine dei carabinieri del nucleo investigativo sui clan mafiosi della provincia di Palermo. È attualmente recluso presso il carcere dell'Ucciardone a Palermo.